# Wereldkampioenschap superbike van Moskou 2013
Het wereldkampioenschap superbike van Moskou 2013 was de achtste ronde van het wereldkampioenschap superbike en het wereldkampioenschap Supersport 2013. De races werden verreden op 21 juli 2013 op de Moscow Raceway nabij Volokolamsk, Rusland.
Het raceweekend werd overschaduwd door het dodelijke ongeluk van Andrea Antonelli in het wereldkampioenschap Supersport. Op een dag die werd gekenmerkt door zware regenval kwam Antonelli in de eerste ronde van de race ten val, waarop Lorenzo Zanetti hem niet meer kon ontwijken en tegen zijn hoofd aan reed. Antonelli overleed ter plaatse op 25-jarige leeftijd aan zijn verwondingen. De Supersport-race werd naar aanleiding van het ongeluk en de regen niet herstart, en de tweede superbike-race werd afgelast.

## Superbike
| Pos | Nr | Rijder            | Constructeur | Rondes | Tijd        | Grid | Punten |
| --- | -- | ----------------- | ------------ | ------ | ----------- | ---- | ------ |
| 1   | 33 | Marco Melandri    | BMW          | 25     | 46:03.043   | 5    | 25     |
| 2   | 19 | Chaz Davies       | BMW          | 25     | +7.441      | 2    | 20     |
| 3   | 86 | Ayrton Badovini   | Ducati       | 25     | +12.754     | 14   | 16     |
| 4   | 65 | Jonathan Rea      | Honda        | 25     | +21.317     | 4    | 13     |
| 5   | 84 | Michel Fabrizio   | Aprilia      | 25     | +47.456     | 15   | 11     |
| 6   | 50 | Sylvain Guintoli  | Aprilia      | 25     | +1:00.999   | 8    | 10     |
| 7   | 27 | Max Neukirchner   | Ducati       | 25     | +1:04.762   | 11   | 9      |
| 8   | 76 | Loris Baz         | Kawasaki     | 25     | +1:04.947   | 12   | 8      |
| 9   | 2  | Leon Camier       | Suzuki       | 25     | +1:09.140   | 10   | 7      |
| 10  | 16 | Jules Cluzel      | Suzuki       | 24     | +1 ronde    | 7    | 6      |
| 11  | 23 | Federico Sandi    | Kawasaki     | 24     | +1 ronde    | 16   | 5      |
| DNF | 58 | Eugene Laverty    | Aprilia      | 15     | Ongeluk     | 3    |        |
| DNF | 91 | Leon Haslam       | Honda        | 15     | Ongeluk     | 13   |        |
| DNF | 66 | Tom Sykes         | Kawasaki     | 3      | Uitgevallen | 9    |        |
| DNF | 34 | Davide Giugliano  | Aprilia      | 1      | Ongeluk     | 1    |        |
| DNF | 25 | Lorenzo Savadori  | Kawasaki     | 0      | Ongeluk     | 18   |        |
| DNF | 31 | Vittorio Iannuzzo | BMW          | 0      | Ongeluk     | 17   |        |
| DNF | 7  | Carlos Checa      | Ducati       | 0      | Ongeluk     | 6    |        |

## Tussenstanden na wedstrijd

### Superbike
| Pos | Nr | Rijder           | Team     | Punten |
| --- | -- | ---------------- | -------- | ------ |
| 1   | 50 | Sylvain Guintoli | Aprilia  | 239    |
| 2   | 66 | Tom Sykes        | Kawasaki | 235    |
| 3   | 33 | Marco Melandri   | BMW      | 207    |
| 4   | 58 | Eugene Laverty   | Aprilia  | 190    |
| 5   | 19 | Chaz Davies      | BMW      | 174    |

### Supersport
| Pos | Nr | Rijder               | Team     | Punten |
| --- | -- | -------------------- | -------- | ------ |
| 1   | 11 | Sam Lowes            | Yamaha   | 140    |
| 2   | 54 | Kenan Sofuoğlu       | Kawasaki | 106    |
| 3   | 99 | Fabien Foret         | Kawasaki | 85     |
| 4   | 60 | Michael van der Mark | Honda    | 73     |
| 5   | 26 | Lorenzo Zanetti      | Honda    | 68     |

2012 · 2013